# Neochanna diversus
Neochanna diversus är en fiskart som beskrevs av Stokell, 1949. Neochanna diversus ingår i släktet Neochanna och familjen Galaxiidae. IUCN kategoriserar arten globalt som otillräckligt studerad. Inga underarter finns listade i Catalogue of Life.